# Посёлок Шмидта (Самарская область)
Посёлок Шми́дта — посёлок в городском округе Новокуйбышевск Самарской области России.

## Этимология
Посёлок получил название в 1937 году в честь академика Шмидта, организатора дрейфующей станции «Северный полюс-1».

## География
Посёлок находится на берегу реки Чапаевка, между городами Новокуйбышевск и Чапаевск, на расстоянии 9 км (по прямой) к юго-западу от города Новокуйбышевск, административного центра округа.

### Часовой пояс
Посёлок Шмидта, как и вся Самарская область, находится в часовой зоне МСК+1. Смещение применяемого времени относительно UTC составляет +4:00.

## Население
| 2010 |
| ---- |
| 108  |

### Национальный состав
Согласно результатам переписи 2002 года, в национальной структуре населения русские составляли 92 % из 83 чел.